# Bernard Verley
Bernard Verley (Lilla, 4 ottobre 1939) è un attore francese.
Ha interpretato, tra l'altro, il ruolo di protagonista in L'amore il pomeriggio di Éric Rohmer (1972) e di Jacques Ceniat nel film L'accompagnatrice di Claude Miller.

## Filmografia parziale
- Il re di Roma - Aquila imperiale (Napoléon II l'Aiglon), regia di Claude Boissol (1961)
- Colpo grosso a Parigi (Cent briques et des tuiles), regia di Pierre Grimblat (1965)
- La corsa del secolo (Les Cracks), regia di Alex Joffé (1968)
- La via lattea (La Vie lactée), regia di Luis Buñuel (1969)
- Una dopo l'altra (Une femme libre), regia di Claude Pierson (1971)
- L'amore il pomeriggio (L'Amour l'après-midi), regia di Éric Rohmer (1972)
- Il fantasma della libertà (Le Fantôme de la liberté), regia di Luis Bunuel (1974)
- Nord, regia di Xavier Beauvois (1991)
- L'accompagnatrice, regia di Claude Miller (1992)
- Nuova vita (Une nouvelle vie), regia di Olivier Assayas (1993)
- Ahimè! (Hélas pour moi), regia di Jean-Luc Godard (1993)
- La regina Margot (La Reine Margot), regia di Patrice Chéreau (1994)
- Il sorriso (Le Sourire), regia di Claude Miller (1994)
- Fino alla follia (À la folie), regia di Diane Kurys (1994)
- L'angelo nero (L'Ange noir), regia di Jean-Claude Brisseau (1994)
- Dimmi di sì (Dis-moi oui...), regia di Alexandre Arcady (1995)
- Lucie Aubrac, regia di Claude Berri (1997)
- Il colore della menzogna (Au coeur du mensonge), regia di Claude Chabrol (1999)
- La dilettante, regia di Pascal Thomas (1999)
- CQ, regia di Roman Coppola (2001)
- Marinai perduti (Les Marins perdus), regia di Claire Devers (2003)
- Due per un delitto (Mon petit doigt m'a dit...), regia di Pascal Thomas (2005)
- Le Grand Appartement, regia di Pascal Thomas (2006)
- Lady Chatterley, regia di Pascale Ferran (2006)
- La donna di nessuno (Sans état d'âme), regia di Vincenzo Marano (2008)
- Rodin, regia di Jacques Doillon (2017)
- Numéro une, regia di Tonie Marshall (2017)
- Grazie a Dio (Grâce à Dieu), regia di François Ozon (2019)

## Doppiatori italiani
- Bruno Alessandro in Due per un delitto
- Gianni Giuliano in Grazie a Dio